# リード反応
リード反応（Reed reaction）は、光を使った酸化で炭化水素から塩化スルホニルを合成する化学反応である。